# Parque natural de Somiedo
O Parque Natural de Somiedo encontra-se na área central da Cordilheira Cantábrica e tem 29.122 hectares. Corresponde geograficamente com o município de Somiedo, que fica completamente incluído no parque. Em 1988 foi declarado parque natural. Também tem a figura de proteção Lugar de Importância Comunitária e Zona de Especial Protecção para as Aves de Somiedo. Foi declarado reserva da biosfera de Somiedo pela Unesco no ano 2000.

## Flora
Dentro desta grande reserva natural podemos distinguir cinco tipos de vegetação:

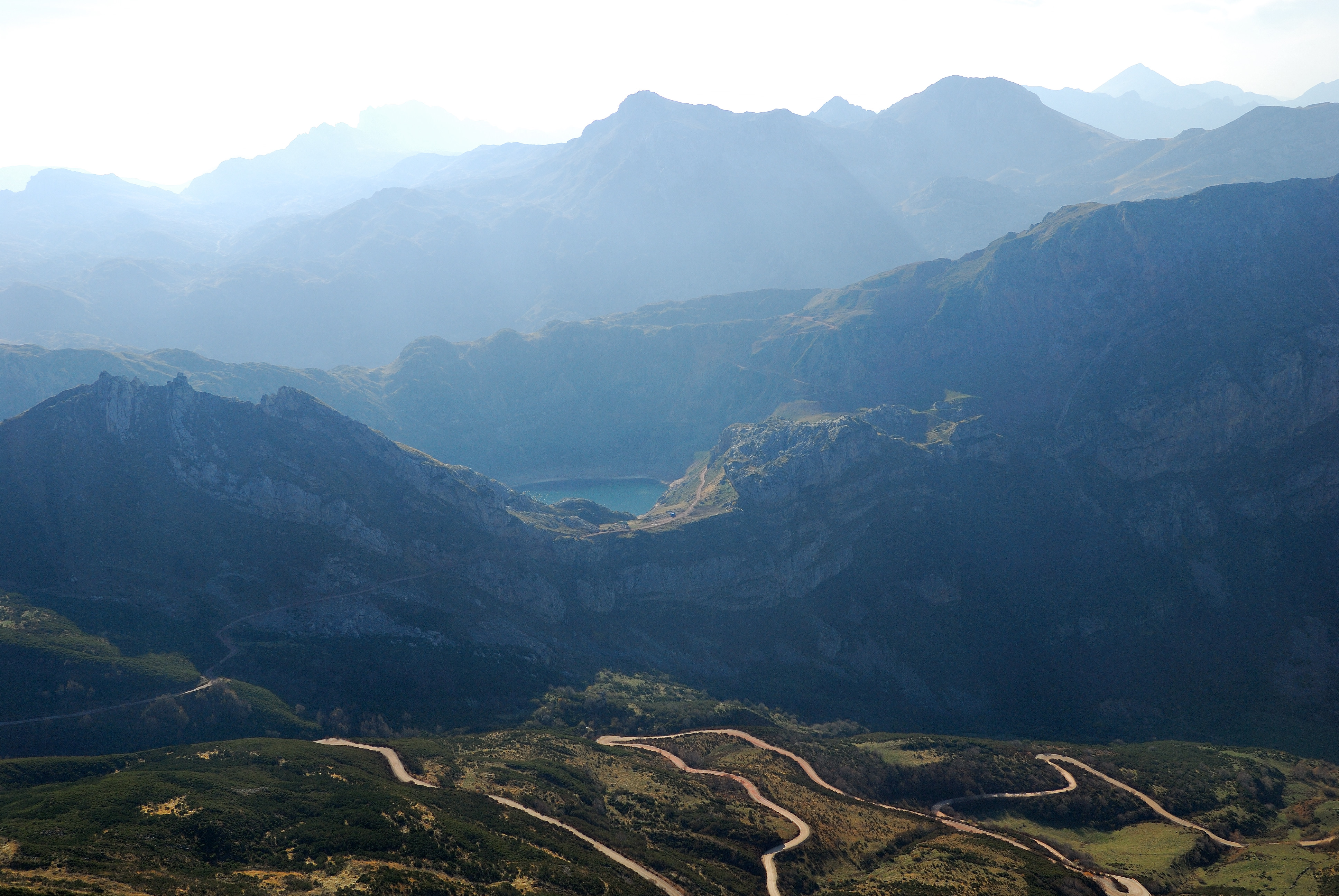
Parte do território do parque natural.

### Bosques
Os bosques ocupam quase a quarta parte da extensão do parque. Devido à existência dentro da reserva de quase todas as altitudes que existem em Astúrias, temos amostras de todos os tipos de bosques asturianos. Abundam os bosques de Fagus sylvatica, com zonas de grande importância em Saliência e Vale, carvalhos, Fraxinus, aceres e tilos. Em outras zonas abunda o azevinho, o taxus, bétula, azinheira carrasca, o carvalho (espécie mediterránea só existente em Somiedo e o Cares dentro das Astúrias), e castanheiros.
A princípios do século XX existiam pinheiro silvestres autóctonos na orlas do lago Somiedo.

### Prados e pastizais
O parque também conta com amplas zonas de pastos, cuja superfície ocupa uma quinta parte do total do território da reserva. Dentro dos prados de montanha podemos destacar o narciso de trombeta e asturiano.

### Matorrais

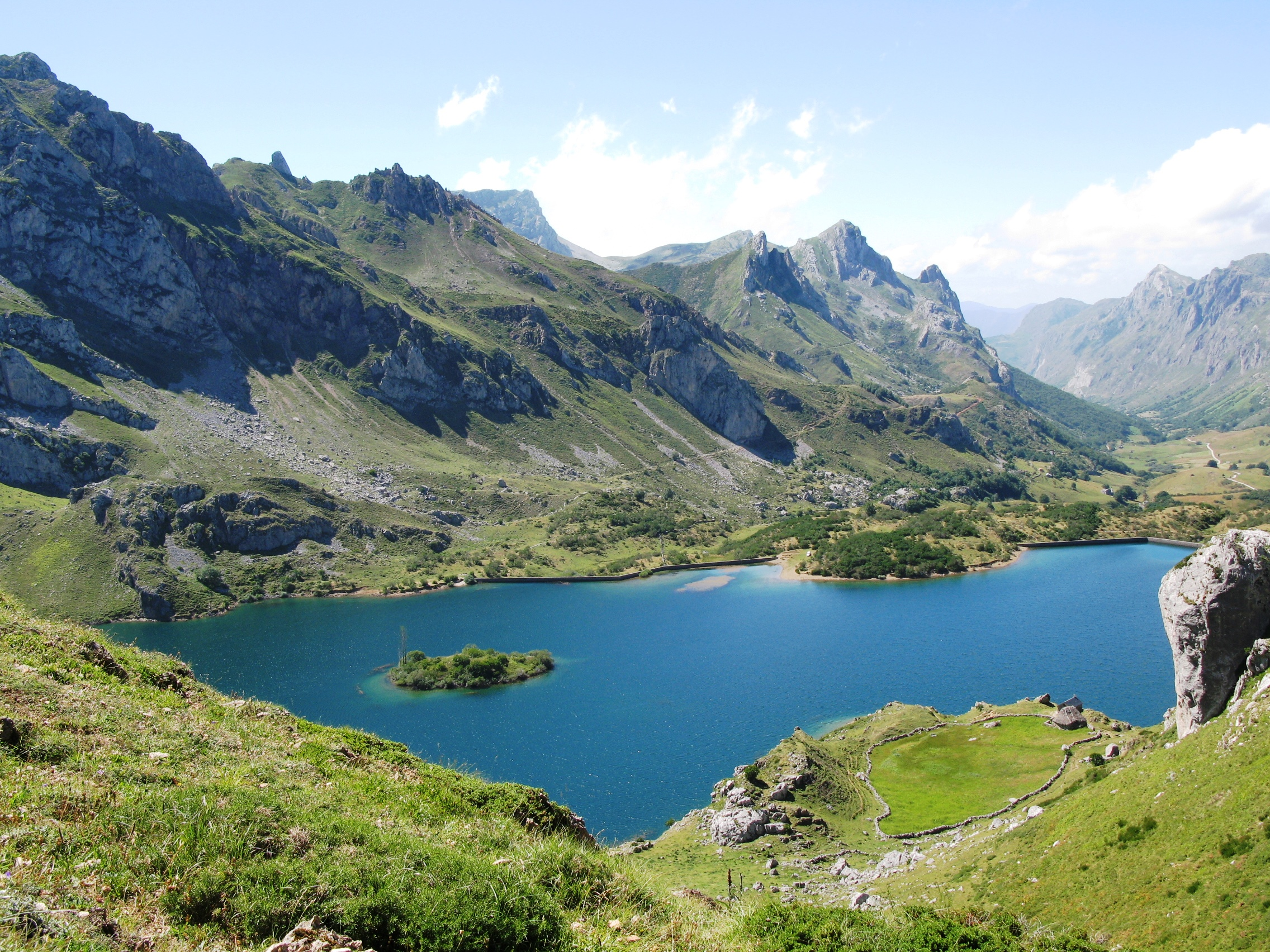
Lago e parte do território do parque natural.

É a terceira variedade vegetativa do parque, são frequentes os de aulaga e brezales. Em outras partes do parque são mais habituais os matorrais de brejo vermelho, brezina, brejo branco e arándano.

### Vegetação subalpina
Nesta zona de difícil desenvolvimento devido às inclemências meteorológicas, crescem os matorrais de Juniperus communis, gaiuba e laureola, arándano, brezina e genciana.

### Meios aquáticos e hidrófilos
A paisagem glaciar tem dado lugar a lagos, lagoas e pauls. Nesta zona podemos encontrar o apio rastreiro. Dentro dos pauls, podemos encontrar orvalho de sol de folha longa, a lentibularia menor, a potentilha arbustiva, a fita de água e a bicha de cavalo variegada.

## Fauna

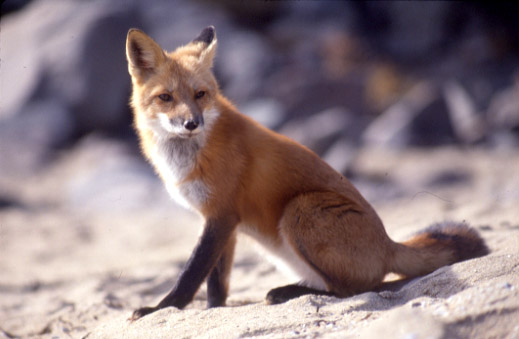
Raposa-vermelha (Vulpes vulpes)

A escassa densidade de população da zona e o abrupto do terreno, que brinda aos animais abundantes zonas de refúgio, dão ao parque uma grande riqueza de fauna.

### Mamíferos
O urso pardo (do que segundo os últimos estudos habita no parque entre o 40 e o 50 % da população total da espécie na Cordilheira Cantábrica), o cervo, o lobo, o javali, o veado, o rebeco, o corça, a lebre de piornal, o desmán ibério, a nutria, a raposa-vermelha, a marta, a gineta, o gato montés, a fuinha e o texugo.

### Aves
Habitam ao redor de 120 espécies de aves, entre as que destacam o urogallo cantábrico, a águia real, o alimoche, o açor comum, o falcão peregrino. Os pássaros carpinteiros pito negro e bico médio estão entre as mais estranhas.

## Percursos pelo parque
Estas são algumas das rotas que se podem fazer pelo parque:
- rota do Cornon
- rota da braña de Mumian
- rota da braña de Saliencia
- rota de Castro
- rota A Peral - Villar de Vildas
- rota do Vale de Pigueña
- rota dos Lagos
- rota do Vale do Lago
- rota do Porto - Vale do Lago

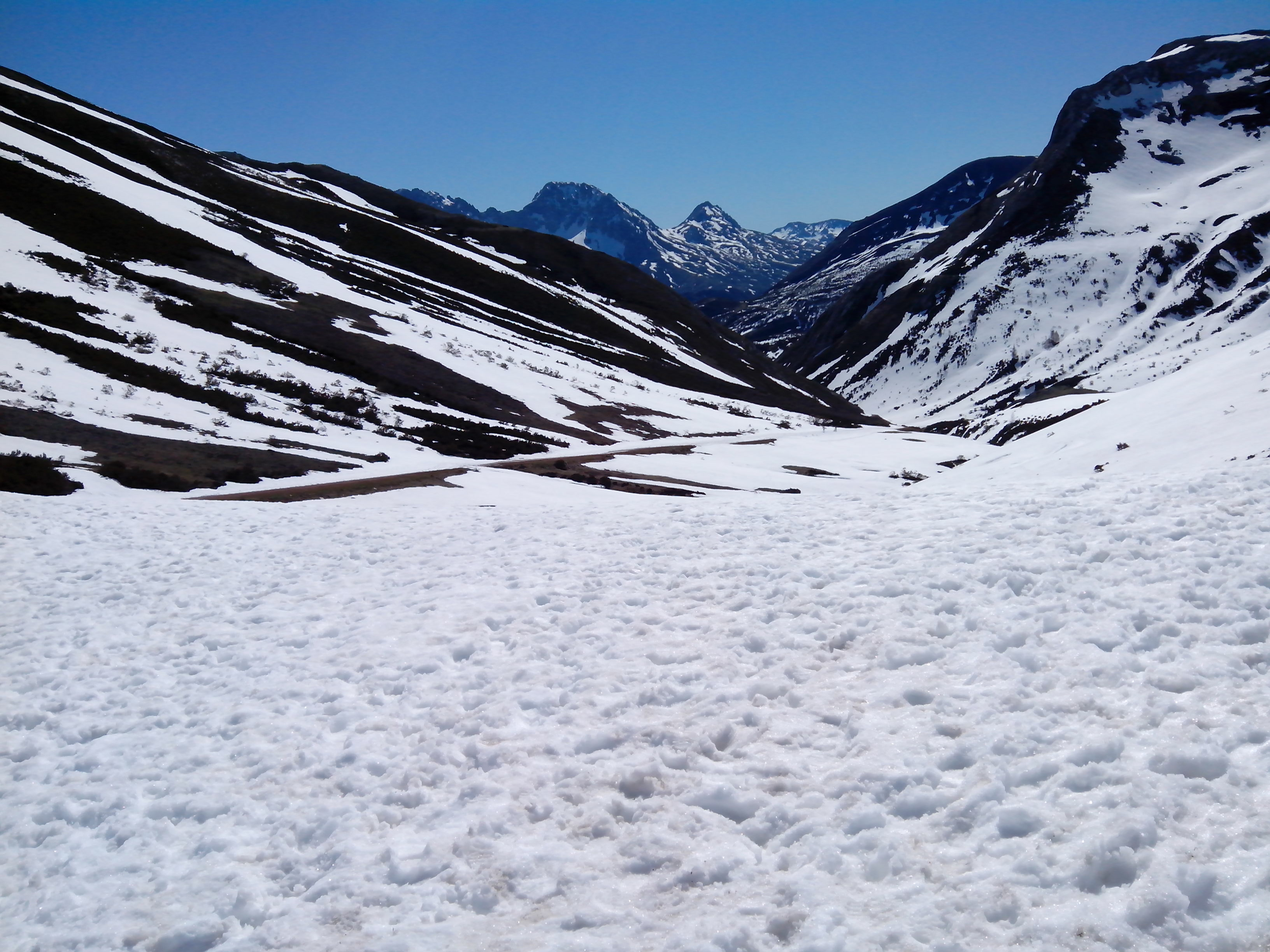
Alto da Farrapona

- rota do Vale do Lago - Braña de Sousas

## Edificações de especial interesse
Um dos emblemas de somiedo são os teitos, cabanas com coberta vegetal para o reconhecimento de pessoas e gado, que se remontam em sua origem à época medieval, dentro das dinâmicas de concorrência pelos pastos que fizeram parcelar os pastos de altura de Somiedo. Atualmente, a sua conservação é crítica, tanto que em alguns povos e aldeias têm desaparecido já todas as construções que existiam deste tipo, e hoje os visitantes e curiosos só podem contemplar as suas ruínas.

## Outros aspetos de interesse
Os habitantes do parque estão divididos em dois grupos cultural e socialmente bem diferenciados. Estes dois grupos singulares, já que não se parecem ao resto dos grupos étnicos da região, são os vaqueiros de alçada e chaldos. Os primeiros, dado o seu carácter nómada e de sociedade fechada, adicionam uma cultura mitológica e folclórica especial, o que lhes outorga grande importância desde o ponto de vista das tradições e da cultura.

## Centro de interpretação
O centro de interpretação e receção de visitantes do Parque Natural de Somiedo  está situado em Pola de Somiedo. O edifício contém uma zona na que se mostra os diferentes aspetos do parque já seja sobre a fauna, flora, clima, etc. Existe também uma zona especial para o estudo e informação sobre a joia de Somiedo que é o Urso pardo cantábrico.

## Bibliografía
- Canga, Bernardo (1 de março de 1995). Paseos de montaña por el Parque Natural de Somiedo. [S.l.]: CIUDAD: EDITORIAL. ISBN 978-84-605-1832-7
- Adreados, Miguel Ángel (1 de janeiro de 1999). Parque natural de Somiedo cordillera cantábrica "Escalas 1:60000 y 1:30000". [S.l.]: Oviedo: Adrados Ediciones. ISBN 0-00-212440-8
- Fernández Ortega, Ángel (1 de setembro de 2005). Lagos de Saliencia y del Valle "Parque natural de Somiedo". [S.l.]: Oviedo: Nobel Ediciones. ISBN 978-84-8459-329-4
- Prada, Javier (1 de março de 1996). Guía del parque natural de Somiedo. [S.l.]: Gijón: Trea Ediciones. ISBN 978-84-89427-37-2
- V.V.A.A. (1 de maio de 1999). Parque Natural de Somiedo. [S.l.]: Susaeta Ediciones. ISBN 978-84-305-9139-8